# Paleontologia de mamíferos em 2019
Este artigo registra que novos táxons de mamíferos fósseis de todos os tipos estão programados para serem descritos durante o ano de 2019, bem como outras descobertas e eventos significativos relacionados à paleontologia de mamíferos que estão programados para ocorrer no ano de 2019.

## Pesquisa geral
1. Um estudo sobre a origem dos ossículos da ouvido médio de mamíferos, como indicado pela anatomia do complexo maxilar-ótico em 43 taxa de sinapsídeos, publicado por Navarro-Díaz, Esteve-Altava & Rasskin-Gutman (2019)[1]

## Metaterianos
1. Descrição de novos fósseis dentários referentes a Eodelphis browni, e um estudo sobre a evolução das adaptações à duropagemia em estagodontídeos,  publicado por Brannick & Wilson (2019).[2]

## Eutérios
1. Um estudo sobre o tamanho do cérebro de espécies anãs insulares extintas de hipopótamos e elefantes publicado por Lyras (2019)[3]

## Xenarthranas
1. Um estudo sobre a filogenia, macroevolução e biogeografia histórica de preguiças é publicado por Varela et al. (2019)[4]
2. Uma revisão das espécies do final do Pleistoceno de Glyptodon do sul da América do Sul é publicada por Cuadrelli et al. (2019).[5]

## Afrotherianas
1. A revisão dos fósseis proboscídeos do sítio plioceno de Kanapoi,[6] (Quênia) publicado por Sanders (2019).[7]

## Morcegos
1. Um estudo sobre a completude do registro fóssil de morcegos publicado por Brown et al. (2019).

## Notoungulados
1. Um estudo sobre a anatomia da caixa craniana em notoungulados de mesoterídeos[8] publicado por Fernández-Monescillo et al. (2019)[9]

## Ungulados de dedos impares
1. Um estudo sobre a eficiência dos diferentes modos de mastigação, mudanças nas diferentes vias mastigatórias e prováveis dietas dos membros iniciais de Equoideapublicado por Engels & Schultz (2019).[10]

## Ungulados de dedos pares
1. Um estudo sobre as relações filogenéticas e o momento da origem de Cetartiodactyla  publicado por Zurano et al. (2019).[11]

## Cetáceos
1. Um estudo sobre a morfologia dos dentes e microestrutura do esmalte de dois cetáceos fósseis da Antártida (um basilossaurídeo da Formação La Meseta e um membro do gênero Llanocetus da Formação Submeseta) publicado por Loch et al. (2019).[12]

## Carnívoros
1. Um estudo sobre a morfologia dos labirintos ósseos de carnívoros existentes e fósseis, e sobre suas implicações para inferir comportamentos de caça de carnívoros extintos, publicado por Schwab et al. (2019).[13]

## Roedores
1. Um estudo sobre a microestrutura do esmalte dos incisivos de roedores caviomorfos das localidades eocenas e oligocênicas na ###Amazônia peruana publicado por Boivin et al. (2019).[14]
2. Um estudo sobre a distribuição de pigmento de melanina em espécimes de 3 milhões de anos de espécies de ratos de campo do velho mundo  Apodemus atavus  publicado por Manning  et al. [15][16]

## Primatas
1. Um estudo sobre a variabilidade dos elementos umeriformes adaptiformes das coleções publicado por Marigó, Verrière & Godinot (2019).[17]

## Paleoantropologia geral
1. Um estudo sobre as relações filogenéticas de Ardipithecus ramidus publicado por Mongle, Strait & Grine (2019).[18]

## Outros eutérios
1. Um estudo sobre as relações filogenéticas de moles existentes e fósseis pertencentes à tribo Scalopini publicado por Schwermann et al. (2019).[19]

## Outros mamíferos
1. Um estudo sobre o desenvolvimento e substituição de dentes em mamíferos jurássicos euharamiyidanos[20] da biota Yanliao na (China) é publicado por Mao et al. (2019).[21]